# Dissé-sous-Ballon
Dissé-sous-Ballon är en kommun i departementet Sarthe i regionen Pays de la Loire i nordvästra Frankrike. Kommunen ligger i kantonen Marolles-les-Braults som tillhör arrondissementet Mamers. År 2018 hade Dissé-sous-Ballon 143 invånare.

## Befolkningsutveckling
Antalet invånare i kommunen Dissé-sous-Ballon
| Referens: INSEE |